# Toki Pona
Toki Pona is een kunsttaal, die werd vervaardigd door de Canadese taalkundige Sonja Lang en in de zomer van 2001 op het internet werd gepubliceerd.
Toki Pona is een minimalistische (en volgens sommige taalkundigen oligosynthetische) taal, die zich ten doel stelt een maximum aan betekenis uit te drukken met een minimum aan middelen en is gericht op wat Lang ziet als "de goede dingen des levens". De taal bestaat dan ook uit slechts 14 fonemen en 137 woorden. De taal is geconcipieerd als een geestelijke oefening in de geest van het taoïsme. Aangezien het een taal is die het denken van de gebruiker claimt te beïnvloeden, kan zij worden gezien als een testcase van de Sapir-Whorf-hypothese. Toki Pona vertoont overeenkomsten met Newspeak, een taal die een rol speelt in het boek 1984 van George Orwell.
De taal is moeilijk te categoriseren. Lang zelf spreekt van een "filosofische taal" en van een "geconstrueerde pidgin". Hoewel Toki Pona niet bedoeld is als internationale hulptaal, heeft de taal toch een schare aanhangers gevonden die haar zien als een geschikt alternatief voor de vele euroklonen die met elkaar om voorrang strijden.

## Geschiedenis
De auteur van het Toki Pona is de Canadese vertaalster Sonja Lang, eerder bekend onder de naam Sonja Elen Kisa. Ze werd op 1 november 1978 geboren in Moncton, New Brunswick, waar ze opgroeide in een tweetalig gezin; haar moeder sprak Frans en haar vader Engels. Tijdens en na haar middelbareschooltijd werd ze vloeiend in vijf talen, waaronder Esperanto. Ze zei later dat Esperanto de inspiratie was voor haar creatie van geconstrueerde talen.
In 2001 begon Lang, die destijds aan een depressieve episode leed, te werken aan het Toki Pona teneinde haar gedachten te vereenvoudigen. Nog in datzelfde jaar publiceerde ze een vroege versie van de taal op het Internet, die al snel enige populariteit verwierf. De eerste jaren vond de meeste activiteit rondom het Toki Pona plaats in een Yahoogroep, die op haar hoogtepunt ruim 500 leden had.
Lang publiceerde twee boeken over het Toki Pona: Toki Pona: The Language of Good (2014) en Toki Pona Dictionary (2021). 
In januari 2022 verkreeg het Toki Pona, na twee mislukte pogingen, de ISO 639-3-code tok. Op dat moment waren er volgens de aanvragers zo'n 1600 mensen die Toki Pona konden spreken.

## Klankleer
De manier waarop het Toki Pona lettergrepen vormt doet denken aan het Japans. Aan het begin van een woord kan een klinker of een medeklinker staan, daarna wisselen klinkers en medeklinkers elkaar af. Voorbeelden zijn: o ("ho"), ala ("niet, on-"), ken ("kunnen"), kule ("kleur"). Hieronder een lijst van alle mogelijke lettergrepen:
```
a  e  i  o  u  (
u
 kan zowel rond als niet-rond zijn)
ka ke ki ko ku
sa se si so su
ta te    to tu (
ti
 kan verwarring veroorzaken met 
si
)
na ne ni no nu
pa pe pi po pu
ma me mi mo mu
ja je    jo ju (
ji
 zou te veel lijken op 
i
)
la le li lo lu
wa we wi       (
wu
 en 
wo
 zouden te veel lijken op 
u
 en 
o
)
n              (aan het einde van een lettergreep)
```

## Voorbeeld
|    | Toki Pona                                                                                        |
| -- | ------------------------------------------------------------------------------------------------ |
| 0  | ala                                                                                              |
| 1  | wan                                                                                              |
| 2  | tu                                                                                               |
| 3  | tu wan                                                                                           |
| 4  | tu tu                                                                                            |
| 5  | tu tu wan (*luka)                                                                                |
| 6  | tu tu tu (*luka wan)                                                                             |
| 7  | tu tu tu wan (*luka tu)                                                                          |
| 8  | tu tu tu tu (*luka tu wan)                                                                       |
| 9  | tu tu tu tu wan (*luka tu tu)                                                                    |
| 10 | tu tu tu tu tu (*luka luka)                                                                      |
| *  | luka betekende oorspronkelijk 'vijf' maar werd verwijderd omdat de taal gericht is op simpelheid |

mama pi mi mute (het Onze Vader; het betreft hier een verouderde versie)
mama pi mi mute o,

sina lon sewi kon.

nimi sina o sewi en pona.

ma sina o kama.

jan o pali e wile sina en lon sewi kon en lon ma.

sina o pana lon tenpo suno ni e moku tawa mi.

o weka e pali ike mi, sama la mi weka e pali ike pi jan ante.

o pana ala e wile ike tawa mi.

o awen e mi weka tan ike.

ni li nasin.

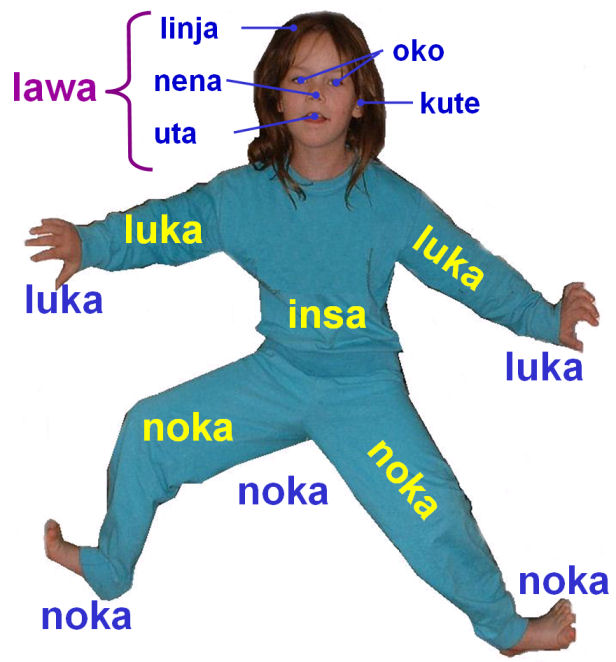
Lichaamsdelen in het Toki Pona